# Cratere Laveran
Laveran è un cratere lunare di 12,52 km situato nella parte sud-orientale della faccia nascosta della Luna.